# Canton de Roubaix-Est

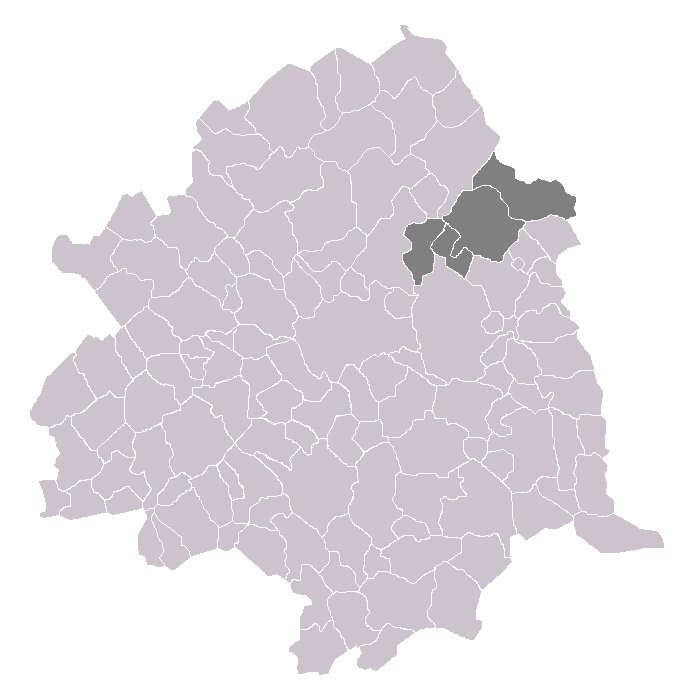

Le canton de Roubaix-Est est un ancien canton français, situé dans le département du Nord et la région Nord-Pas-de-Calais.

## Composition
Le canton de Roubaix-Est se composait de deux fractions cantonales de Roubaix et de Wattrelos. Il compte 31 644 habitants (population municipale) au 1er janvier 2012.
| Nom                 | Code Insee | Intercommunalité              | Population (dernière pop. légale)                |
| ------------------- | ---------- | ----------------------------- | ------------------------------------------------ |
| Roubaix (chef-lieu) | 59512      | Métropole européenne de Lille | Fraction : 15 516(2012) Commune : 95 600 (2014)  |
| Wattrelos           | 59650      | Métropole européenne de Lille | Fraction : 16 128 (2012) Commune : 41 337 (2014) |

## Histoire
Le canton de Roubaix-Est a été créé en 1867 (loi du 24 juillet 1867), en divisant l'ancien canton de Roubaix.

## Représentation
| Période               | Identité                    | Parti        | Qualité |  |
| --------------------- | --------------------------- | ------------ | --- |  |
| 1867-1871             | Pierre Catteau              | Bonapartiste | Industriel du textile à Roubaix |  |
| 1871-1876 (décès)     | Jules Derégnaucourt         | Républicain  | Constructeur de machines, maire de Roubaix (1871-1874) Député (1872-1876) |  |
| 1876-1888 (décès)     | Pierre Catteau              | Bonapartiste | Industriel du textile à Roubaix. |  |
| 1888-1889             | Louis-Sébastien Largillière |              | Docteur en médecine, conseiller municipal de Roubaix |  |
| 1889-1892             | Julien Lagache              |              | Industriel - Maire de Roubaix (1884-1892) |  |
| 1892-1895             | Henri Carrette              | Socialiste   | Ouvrier tisseur, maire de Roubaix (1892-1902) |  |
| 1895-1913             | Eugène Motte                | Républicain  | Directeur d'une usine de peignage de laine Député (1898-1906) Maire de Roubaix (1909-1912) |  |
| 1913-1928 (démission) | Henri Lefebvre              | SFIO         | Ouvrier du textile puis cabaretier Conseiller municipal de Roubaix |  |
| 1929-1940             | Jean-Baptiste Lebas         | SFIO         | Apprenti tisserand puis expéditionnaire de la recette municipale Député du Nord de 1919 à 1928 et de 1932 à 1942, Conseiller général du Canton de Roubaix-Ouest de 1910 à 1928 Maire de Roubaix de 1912 à 1915 et de 1918 à 1940, Président du Conseil Général (1937-1940) Décédé au camp de Sonnenburg |  |
|                       |                             |              | |  |
| 1943-1945             | Étienne Burlet (1892-1959)  |              | Secrétaire général de la Chambre de commerce Adjoint au maire de Roubaix Nommé conseiller départemental en 1943 |  |
|                       |                             |              | |  |
| 1945-1949             | Louis Délaissez             | PCF          | Trieur à Roubaix |  |
| 1949-1973             | Victor Provo                | SFIO puis PS | Ouvrier puis fonctionnaire communal Maire de Roubaix de 1945 à 1977 Sénateur de 1974 à 1977 Président du Conseil Général de 1967 à 1973 |  |
| 1973-1979             | Pierre Prouvost             | PS           | Directeur de société Maire de Roubaix de 1977 à 1983 Député de 1978 à 1986 |  |
| 1979-2011             | Bernard Carton              | PS           | Économiste Président de la Commission Budget, Finances, Affaires économiques, Affaires Générales et Patrimoine Député (1988-1993) |  |
| 2011-2015             | Mehdi Massrour              | PS           | Économiste à la Communauté urbaine de Lille |  |

### Conseillers d'arrondissement (de 1867 à 1940)
| Période                                  | Période                  | Identité                   | Étiquette   | Qualité |
| ---------------------------------------- | ------------------------ | -------------------------- | ----------- | --- |
| 1867                                     | 1880                     |                            |             | |
| 1880                                     |                          | Désiré Lacquement          |             | Propriétaire, adjoint au maire de Roubaix                                                                   |
|                                          |                          |                            |             | |
| 1892                                     | 1894 (5ème invalidation) | Hippolyte Culine (1849-?)  | POF         | Représentant de commerce                                                                                    |
| 1894                                     | 1908 (décès)             | Jules Hazebrouck           | Républicain | Ancien employé, Roubaix                                                                                     |
| 1908                                     | 1910                     | Émile Leblanc              | Républicain | Représentant de commerce, adjoint au maire de Roubaix                                                       |
| 1910                                     | 1934 (décès)             | Henri Watremez (1872-1934) | SFIO        | Ouvrier fileur, Premier adjoint au maire de Roubaix (1919-1934)                                             |
| 17 février 1935                          | 1940                     | Victor Provo               | SFIO        | Trieur de laines puis fonctionnaire communal à Roubaix                                                      |
| 1940                                     |                          |                            |             | Les conseils d'arrondissement ont été suspendus par la loi du 12 octobre 1940 et n'ont jamais été réactivés |
| Les données manquantes sont à compléter. |                          |                            |             | |

## Démographie
| 1962 | 1968 | 1975 | 1982 | 1990   | 1999   | 2006   | 2011   | 2012   |
| ---- | ---- | ---- | ---- | ------ | ------ | ------ | ------ | ------ |
| -    | -    | -    | -    | 34 791 | 34 389 | 35 084 | 31 544 | 31 644 |